# Kegalle (distrikt)

Kegalledistriktet inom Sri Lanka.

Kegalle District är ett av Sri Lankas 25 distrikt och ligger i Sabaragamuwa-provinsen. Dess area är 1 663 km². Distriktshuvudstaden heter Kegalle.